# Abigail Padgett
Mary Abigail Padgett (* 13. Mai 1942 in Vincennes, Indiana) ist eine US-amerikanische Autorin.

## Leben
Padgett schloss 1964 auf der Indiana University Bloomington ihr Studium der Erziehungswissenschaften ab und erlangte ihren  Master auf der University of Missouri im Jahre 1969. Zwischen ihren Studien arbeitete sie als Englischlehrerin auf einer High-School, zeitweise auch für die American Civil Liberties Union in Texas. Später arbeitete sie als Gerichtsermittlerin für den Kinderschutz in San Diego, bis sie sich ab 1988 ganz auf ihre Tätigkeit als Autorin konzentrierte.
Padgetts fünfbändige Serie um Barbara „Bo“ Bradley, eine Ermittlerin des Jugendgerichts San Diego, die sich erfolgreich für missbrauchte und verlassene Kinder einsetzt, während sie selber mit einer bipolaren Störung lebt, war sowohl in den USA als auch in vielen anderen Ländern ein großer Erfolg. Ihre zweite Buchreihe dreht sich um Blue McCarron, eine lesbische Sozialpsychologin, die in diverse Mordfälle verwickelt wird. Sie wurde ebenfalls nach dem amerikanischen Original in viele Sprachen übersetzt. Die beiden Bände um Blue Mc Carron erschienen zuletzt im Prospero Verlag, Münster und Berlin.

## Werke

### Bo Bradley
- Der schweigsame Zeuge (Child of Silence, 1993)
- Bo Bradley und das Strohmädchen (Strawgirl, 1994)
- Bo Bradley und das Schattenkind (Turtle Baby, 1995)
- Bo Bradley und der Indianerjunge (Moonbird Boy, 1996)
- Die Tochter des Puppenmachers (The Dollmaker's Daughters, 1997)

### Blue McCarron
- Blue Prospero Verlag, 2012, ISBN 978-3-941688-33-9
- Blue's Dämonen Prospero Verlag, 2013, ISBN 978-3-941688-38-4